# Back to the Future: The Musical
Back to the Future: The Musical è un musical con libretto di Bob Gale, testi di Glen Ballard e colonna sonora di Alan Silvestri, tratto dall'omonimo film di Robert Zemeckis del 1985. Il musical debuttò a Manchester nel 2020 e fu successivamente riproposto nel West End londinese, vincendo il Laurence Olivier Award al miglior nuovo musical. 
Silvestri ha scritto una nuova partitura per il musical, che tuttavia comprende canzoni dal film originale, tra cui "The Power of Love" e "Johnny B. Goode".

## Trama
Quando lo scienziato Emmet "Doc" Brown inventa una macchina del tempo, l'adolescente Marty McFly ritorna accidentalmente indietro di trent'anni al 1955. Per tornare indietro nel presente, Marty chiede l'aiuto del Doc del passato, ma la situazione si complica: Lorraine, la futura madre di Marty, si è infatuata del ragazzo, mentre George (il futuro padre) è troppo timido per fare il primo passo con lei. Questo mette in repentaglio la vita stessa di Marty, dato che se i genitori non si innamorano negli anni cinquanta lui non verrà mai al mondo.

## Brani musicali
Atto I
- "It's Only a Matter of Time" - Marty McFly, Goldie Wilson, Ensemble
- "Audition/Got No Future" - Marty
- "Wherever We're Going" - Jennifer Parker, Marty
- "Hello – Is Anybody Home?" - Marty, George McFly, Dave McFly, Linda McFly, Lorraine McFly
- "It Works" - "Doc" Brown & ragazze
- "Cake" - Ensemble
- "Got No Future (Reprise)" - Marty
- "Gotta Start Somewhere" - Goldie Wilson, Ensemble
- "My Myopia" - George
- "Pretty Baby" - Lorraine e ragazze
- "Future Boy" - Marty, Doc, Ensemble
- "Hill Valley High School Fight Song" - Ensemble
- "Something About That Boy" - Lorraine, Biff Tannen, 3D, Slick, Ensemble

Atto II
- "21st Century" - Doc, Ensemble
- "Something About That Boy (Reprise)" - Lorraine and Biff
- "Put Your Mind to It" - Marty, George, Ensemble
- "For the Dreamers" - Doc
- "Teach Him a Lesson" - Biff, 3D, Slick
- "The Letter/It's Only a Matter of Time (Reprise)" - Marty, Jennifer
- "Deep Divin'" - Marvin Berry, Ensemble
- "Pretty Baby (Reprise)" - Lorraine, Linda, and Jennifer
- "Earth Angel" - Marvin, George, Lorraine, Ensemble
- "Johnny B. Goode" - Marty, Ensemble
- "The Clocktower/For the Dreamers (Reprise)" - Doc
- "The Power of Love" - Marty, Jennifer, Goldie Wilson, cast
- "Doc Returns/Finale: It's Only a Matter of Time" - Cast
- "Back in Time" - Marty, Doc, cast

## Storia degli allestimenti
Il musical debuttò alla Manchester Opera House l'11 marzo 2020 con la regia di John Rando, coreografie di Chris Bailey e costumi di Tim Hatley. Il cast comprendeva Olly Dobson (Marty McFly), Roger Bart (Emmett "Doc" Brown), Hugh Coles (George McFly), Rosanna Hyland (Lorraine Baines McFly), Cedric Neal (Goldie Wilson) e Aidan Cutler (Biff Tannen). 
Le repliche furono interrotte dopo poche settimane a causa della pandemia di COVID-19, per poi riprendere al Teatro Adelphi di Londra nel settembre 2020. Back to the Future è stato accolto positivamente dalla critica britannica e ha ricevuto sette candidature ai Premi Laurence Olivier, vincendo il Laurence Olivier Award al miglior nuovo musical.